# Municipalità del Qatar

Le 8 municipalità del Qatar

Dal 2015, il Qatar è suddiviso in 8 municipalità (baladiyah), le quali a fini statistici, sono ulteriormente suddivise in 98 zone.

## Municipalità
| Numero | Baladiyah        | Nome in lingua araba | Popolazione | Area (km²) |
| ------ | ---------------- | -------------------- | ----------- | ---------- |
| 1      | Al Shamal        | الشمال‎               | 8 794       | 859,8      |
| 2      | Al Khor          | الخور‎                | 202 031     | 1 613,3    |
| 3      | Al-Shahaniya     | الشحانية‎             | 187 571     | 3 309,0    |
| 4      | Umm Salal        | أم صلال‎              | 90 835      | 318,4      |
| 5      | Al Daayen        | الضعاين‎              | 54 339      | 290,2      |
| 6      | Ad Dawhah (Doha) | الدوحة‎               | 956 457     | 202,7      |
| 7      | Al Rayyan        | الريان‎               | 605 712     | 2 450      |
| 8      | Al Wakrah        | الوكرة‎               | 299 037     | 995,2      |
|        | Qatar            | دولة قطر             | 2 404 776   | 11 621,1   |

## Fonti
- GeoHive.com. URL consultato il 7 marzo 2013 (archiviato dall'url originale il 14 giugno 2015).